# Église Saint-Marcory de Saint-Marcory
L'église Saint-Marcory est un édifice religieux catholique situé à Saint-Marcory, en France.

## Localisation
L'église Saint-Marcory est située au sud du département français de la Dordogne, sur la commune et dans le village de Saint-Marcory.

## Historique
L'archevêque de Bordeaux Gombaud à l'évêque de Périgueux à la fin de l'année 995, il cite la chapelle Saint-Marcory située dans l'alleu La Vidalie , annexe de l'église de Vielvic, sur un site qui contenait l'ancien fanum dédié à Mercure. Ce sanctuaire a été détruit. Une chapelle a été édifiée au VIIIe siècle.  Elle a été détruite pendant les invasions des Vikings aux environs de 1018 quand ils battent Arnaud de Villebois, seigneur de Cognac.
La paroisse de Saint-Marcory faisait partie de la châtellenie de Belvès mais dépendait de l'archiprêtré de Capdrot. Au point de vue religieux, c'était une annexe de Fongalop. La collation appartenait à l'archevêque de Bordeaux. En 1351, il y avait 27 feux à Saint-Marcory, soit en comptant 6 individus par feu, 162 personnes.
La chapelle détruite est remplacée par une église construite au XIIe siècle.

## Protection
L'église est inscrite au titre des monuments historiques le 25 février 1974.

## Galerie de photos

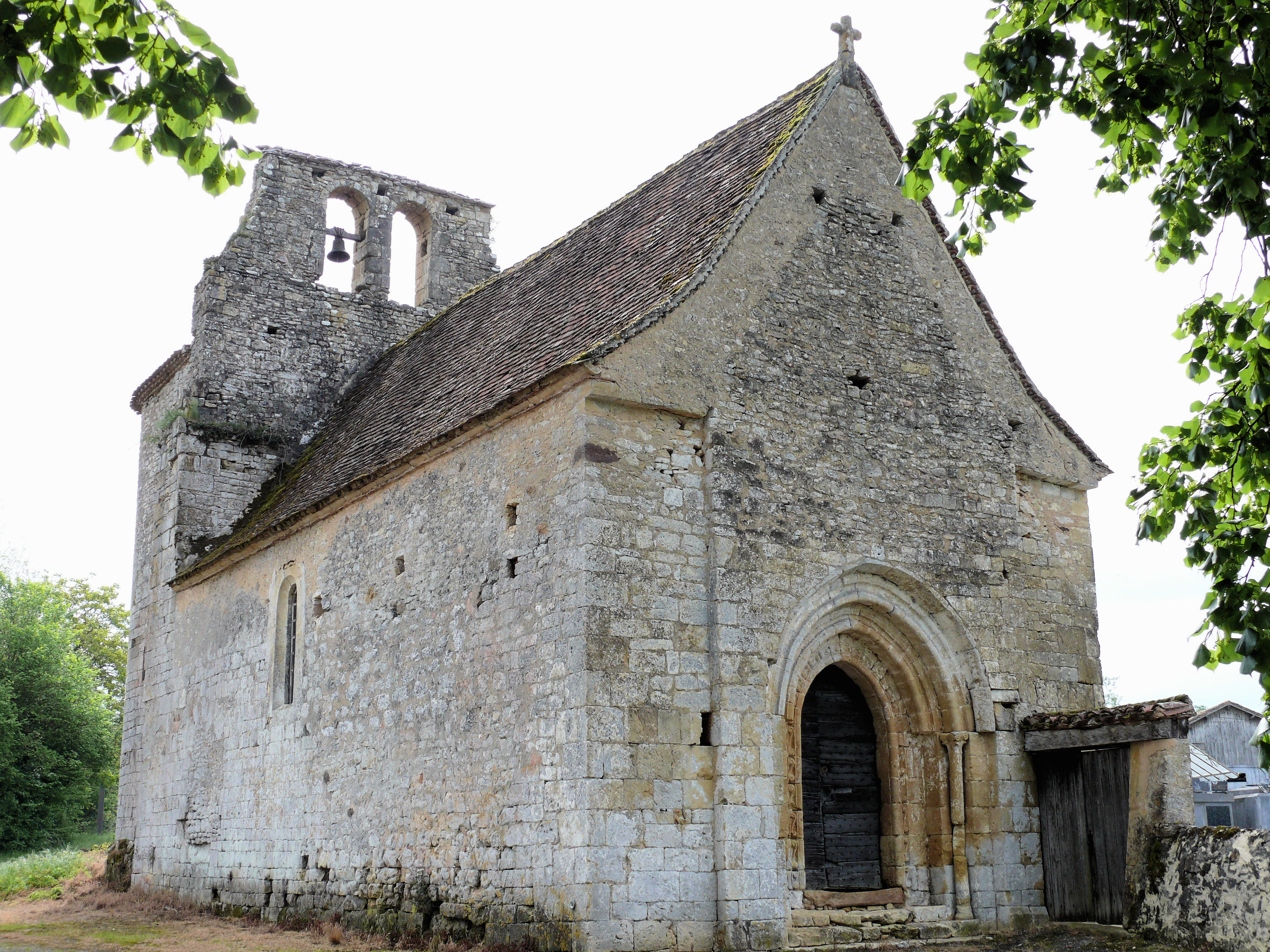
Le portail de l'église